# Мъртвешка тишина
„Мъртвешка тишина“ (на английски: Dead Silence) е американски свръхестествен филм на ужасите от 2007 г. Режисьор на филма е Джеймс Уан.

## Сюжет
Внимание:  Текстът по-долу разкрива сюжета на произведението (или части от него)!
Откакто Мери Шоу е убита, малкото градче Рейвънс Феър е разкъсвано от ужасяващи трагедии. Когато съпругата на един от местните жители е брутално умъртвена, той се връща у дома, за да разкрие смразяващата легенда на Мери Шоу и да разбере защо когато я видиш, никога не бива да викаш.